# Станове (Україна)
Станове́ —  село в Україні, у Коропській селищній громаді Новгород-Сіверського району Чернігівської області. Населення становить 4 осіб. До 2020 орган місцевого самоврядування — Сохачівська сільська рада.

## Символіка
На гербі зображена сосна що символізує ландшафтний заказник — Урочище «Лутава» і те що село було засноване біля лісу. Місяць - це літера «С» з якої починається назва села і символ того що засновник був становим (літера лежить у основі сосни). Синя хвиляста стрічка і рибина - річку Десна.

## Легенда про походження
За переказом старожила Ониська Івановича Станового (1883 року народження), відомо (з розповідей його бабусі), що першим жителем Станового був прадід діда Ониська із села Максани (тепер Менський район). В Максанах жив поміщик, в якого челядкою була молода жінка-кріпачка. До пана часто їздив гостювати становий пристав. А за деякий час у цієї кріпачки народився син, якого в селі прозвали Становим, законного батька хлопчик не мав. Це прізвисько пізніше стало його прізвищем. Неспокійну вдачу мав цей юнак і пану робив чимало шкоди та різних прикрощів. Щоб якось його позбутися, пан послав його охороняти свій ліс. Це була ділянка побіля теперішнього хутора Станового. Там, в лісовій сторожці й жив цей парубок. За якийсь час коло нього знайшла притулок бездомна жінка-жебрачка. Від них і пішли нащадки на прізвище Станові. 

## Історія
12 червня 2020 року, відповідно до розпорядження Кабінету Міністрів України № 730-р «Про визначення адміністративних центрів та затвердження територій територіальних громад Чернігівської області», увійшло до складу Коропської селищної громади.
19 липня 2020 року, в результаті адміністративно-територіальної реформи та ліквідації Коропського району, увійшло до складу Новгород-Сіверського району Чернігівської області.

## Демографія
У 1991 році в хуторі мешкало 19 людей, налічувалось 10 дворів, тепер 1 двір, 3 людей (на 1.01.2009 р.).